# Danilo Marcelino
Danilo Marcelino (Salvador, 8 marzo 1966) è un ex tennista brasiliano.

## Carriera
Ottenne il suo miglior posizionamento in singolare il 7 ottobre 1991 con la 91ª posizione, mentre nel doppio divenne, il 17 luglio 1989, il 73º del ranking ATP.
Nel 1989, in doppio, raggiunse la finale degli Internazionali d'Italia in coppia con il connazionale Mauro Menezes; in finale, tuttavia, vennero sconfitti dalla coppia formata dagli statunitensi Jim Courier e Pete Sampras con il risultato di 4-6, 3-6. Il miglior risultato ottenuto nei tornei del grande slam è stato anch'esso raggiunto in doppio. In particolare, negli US Open 1990 in coppia con il connazionale Nelson Aerts, superò al primo turno la testa di serie numero uno formata dagli statunitensi Rick Leach e Jim Pugh e al secondo turno il francese Olivier Delaître e lo svizzero Marc Rosset; il loro torneo si fermò al terzo turno per mano degli spagnoli Sergi Bruguera e Tomás Carbonell che li sconfisse con il punteggio di 6-7, 4-6.
Fece parte della squadra brasiliana di Coppa Davis dal 1989 al 1990 con un bilancio complessivo di una vittoria e tre sconfitte.

## Statistiche

### Tornei ATP

#### Doppio

##### Sconfitte in finale (1)
| Legenda singolare                                    |
| Grande Slam (0)                                      |
| ATP World Tour Finals (0)                            |
| ATP Super 9 / ATP Masters Series (0)                 |
| ATP Championship Series / ATP International Gold (0) |
| ATP World Series / ATP International Series (1)      |

| Numero | Data           | Torneo                        | Superficie  | Compagno      | Avversari in finale      | Punteggio |
| 1.     | 15 maggio 1989 | Internazionali d'Italia, Roma | Terra rossa | Mauro Menezes | Jim Courier Pete Sampras | 4-6, 3-6  |

### Tornei minori

#### Singolare

##### Vittorie (3)
| Legenda tornei minori |
| Challenger (3)        |
| Futures (0)           |

| Numero | Data              | Torneo                      | Superficie  | Avversario in finale | Punteggio     |
| 1.     | 18 luglio 1988    | Santos Challenger, Santos   | Terra rossa | Marcelo Hennemann    | 6-3, 3-6, 6-3 |
| 2.     | 1º agosto 1988    | Lins Challenger, Lins       | Terra rossa | Fernando Roese       | 6-3, 6-3      |
| 3.     | 20 settembre 1993 | Caracas Challenger, Caracas | Cemento     | Martin Blackman      | 6-4, 7-5      |

#### Doppio

##### Vittorie (6)
| Legenda tornei minori |
| Challenger (6)        |
| Futures (0)           |

| Numero | Data             | Torneo                                           | Superficie  | Compagno          | Avversari in finale                 | Punteggio     |
| 1.     | 11 agosto 1986   | Knokke Challenger, Knokke-Heist                  | Terra rossa | Héctor Ortíz      | Alain Brichant Jan Van Langendonck  | 6-4, 6-7, 6-3 |
| 2.     | 18 luglio 1988   | Santos Challenger, Santos                        | Terra rossa | Mauro Menezes     | Francisco Clavet José Manuel Clavet | 3-6, 6-1, 6-2 |
| 3.     | 14 novembre 1988 | Brasilia Challenger, Brasilia                    | Cemento     | Mauro Menezes     | Ricardo Acioly Dácio Campos         | 4-6, 7-6, 7-5 |
| 4.     | 22 luglio 1991   | Fortaleza Challenger, Fortaleza                  | Terra rossa | Nelson Aerts      | Oliver Fernández Gerardo Martínez   | 6-3, 6-4      |
| 5.     | 6 settembre 1993 | São Paulo Challenger, San Paolo                  | Terra rossa | Fernando Meligeni | Martin Blackman Gastón Etlis        | 6-1, 7-5      |
| 6.     | 1º agosto 1994   | BH Tennis Open International Cup, Belo Horizonte | Cemento     | Nelson Aerts      | Otavio Della Marcelo Saliola        | 7-5, 6-3      |